# Claudia Loebbecke
Claudia Loebbecke (* 30. November 1964 in Düsseldorf) ist eine deutsche Wirtschaftswissenschaftlerin. Seit Januar 2000 ist sie Direktorin des Seminars für Allgemeine BWL, Medien- und Technologiemanagement an der Universität zu Köln.

## Leben und Ausbildung
Ihre akademische Ausbildung nach ihrem Abitur im Juni 1983 am Goethe-Gymnasium in Düsseldorf umfasst ihren Abschlüsse zur Diplom-Kauffrau 1990 und ihre Promotion 1995 (Evolution innovativer IT-Infrastrukturen: Dynamische Simulation des deutschen Mobilfunkmarktes) an der WiSo-Fakultät der Universität zu Köln sowie ihren M.B.A. der Indiana University, Bloomington, Indiana, USA (1991) – letzteres unterstützt durch ein Fulbright-Stipendium (1986/87) und ein Stipendium des Deutschen Akademischen Austauschdienstes (1990/91).
Während ihres externen Promotionsstudiums an der Universität zu Köln nahm sie verschiedene kürzere Unterrichts- und Forschungsaufenthalte wahr, insbesondere im Studienjahr 1994/95 als Visiting Research Associate im Bereich Informationsmanagement und Informationstechnik an der Hong Kong University of Science and Technology. Im Anschluss an ihre Promotion ging sie als Forschungsassistentin für zwei Jahre an das INSEAD in Fontainebleau bei Paris.

## Werdegang
Seit 2012 ist Loebbecke Mitglied im Stiftungsrat des Leibniz-Informationszentrums Wirtschaft – Deutsche Zentralbibliothek für Wirtschaftswissenschaften, seit 2015 Mitglied im Wissenschaftlichen Beirat des Wissenschaftlichen Instituts für Infrastruktur und Kommunikationsdienste (WIK), seit 2016 Mitglied im Wissenschaftlichen Arbeitskreis für Regulierungsfragen (WAR) der Bundesnetzagentur (BNetzA) und gewähltes stellvertr. Mitglied im WDR-Rundfunkrat, seit 2018 gewähltes Mitglied der Europäischen Akademie der Wissenschaften und Künste, sowie seit 2018 Aufsichtsratsmitglied im WIK (Wissenschaftliches Institut für Infrastruktur und Kommunikationsdienste) und der WIK Consult, einer 100%igen Tochter des WIK.
In den Jahren 2013–2016 war sie Board Member und Division Head der European Academy of Sciences (EURASC), 2015 Wissenschaftliche Gründungsdirektorin des Grimme Forschungskollegs an der Universität zu Köln und 2011–2013 Mitglied der High Level Group (HLG) on Innovation Policy Management to the European Council. 2005–2006 bekleidete sie das Amt der gewählten Präsidentin der weltweiten Association for Information Systems (AIS) und wurde 2012 zum AIS Fellow ernannt.
Zudem ist Claudia Loebbecke Mitglied des Honorary Board des Journal of Strategic Information Systems (JSIS), der Advisory Boards des Information Systems Research (ISR) und des Journal of Information Technology (JIT) sowie mehrerer Editorial Boards. Von 1997 bis 2015 war sie Senior Editor international hochrangiger IS Journals – sieben Jahre des ISJ und zwölf Jahre des JSIS.
Im Januar 2000 nahm sie den Ruf an die Universität zu Köln an. Von 1998 bis Ende 1999 besetzte sie an der Copenhagen Business School den ersten Lehrstuhl für Electronic Commerce Europas (KRAK Chair). Weitere Stationen ihres beruflichen Werdeganges waren die Erasmus-Universität (Rotterdam), McKinsey & Co. (Düsseldorf), INSEAD (Fontainebleau) sowie das BIFOA an der Universität zu Köln. Jeweils mehrmonatige Forschungsaufenthalte verbrachte sie ferner an der Sloan School (CISR) des MIT (USA), dem INSEAD (Fontainebleau), der Bentley University (USA), der London School of Economics, der LUISS Universität (Rom), der Universität Paris-Dauphine, der University of New South Wales (Sydney) und der Hong Kong University of Science and Technology.
Außerdem ist sie Förderprofessorin der Geschäftsstelle Köln des Vereins MTP – Marketing zwischen Theorie und Praxis.

## Lehrtätigkeit
In Festanstellung hat sie an der Rotterdam School of Management der Erasmus-Universität Rotterdam (September 1997 bis August 1998), auf dem Lehrstuhl für Electronic Commerce an der Copenhagen Business School (1998 bis 2000), sowie an der Universität zu Köln (seit 2000) gelehrt. Zahlreiche Engagements in der wissenschaftlichen Lehre und im Executive Training ergänzen ihre Lehrtätigkeit.

## Werke
Eine ausführliche Liste der Veröffentlichungen von Claudia Loebbecke kann auf der Website der Universität Köln abgerufen werden.

## Auszeichnungen
- Ernennungen
  - European Academy of Sciences and Arts (EASA), Ernennung
  - European Academy of Sciences(EURASC), Ernennung (Vorstand der 'Socio-Economic Sciences & Humanities' Division 2013–2016)
  - High Level Group (HLG) on Innovation Policy Management, Initiative of the 2011 Polish European Union Presidency 2011–2013.
  - Association for Information Systems (AIS), President (2005–2006), Honorary Lifetime Member, Fellow
  - BETA GAMMA SIGMA, Honor Society for Business Students
  - Student Fellow, Indiana University
- Forschungsauszeichnungen
  - 2017 weltweit meistzitiertes Paper im Journal of Strategic Information Systems (JSIS) & Top 1% zitierte der BWL und VWL Paper deutscher Institutionen veröffentlicht 2015 (Stand 12/2017): Loebbecke, C., Picot. A. (2015) Reflections on Societal and Business Model Transformation arising from Digitization and Big Data Analytics: A Research Agenda, Journal of Strategic Information Systems (JSIS), 24(3), S. 149–157.
  - Best Paper Award: Society of Information Management (SIM) – 2011: Assessing Cloud Readiness at Continental AG, prepared with Thomas, B. and Ullrich, T., Continental AG.
  - Best Paper Award: Management Information System Quarterly Executive (MISQE) 2004: Loebbecke, C. (2004) Modernizing Retailing Worldwide at the Point of Sale, 3(4), S. 177–187.
- Berufung/Wahl
  - WDR Rundfunkrat, Stellvertretendes Mitglied.
  - Bundesnetzagentur, Wissenschaftlicher Arbeitskreis für Regulierungsfragen – Mitglied
  - Lehrtätigkeit[1] Leibniz Information Centre for Economics (ZBW – Deutsche Zentralbibliothek für Wirtschaftswissenschaften – Leibniz-Informationszentrum Wirtschaft), Stiftungsrat – Mitglied.